# يوهان ويلهلم هيرتل
يوهان ويلهلم هيرتل (بالألمانية: Johann Wilhelm Hertel)‏ هو عازف بيانو وملحن ألماني، ولد في 9 أكتوبر 1727 في أيسناخ في ألمانيا، وتوفي في 14 يونيو 1789 في شفيرين في ألمانيا.

## وصلات خارجية
- يوهان ويلهلم هيرتل على موقع ميوزك برينز (الإنجليزية)
- يوهان ويلهلم هيرتل على موقع أول ميوزيك (الإنجليزية)
- يوهان ويلهلم هيرتل على موقع ديسكوغز (الإنجليزية)